# Чемпионат мира по спортивной гимнастике 1989
25-й Чемпионат мира по спортивной гимнастике проходил с 14 по 22 октября 1989 года в Штутгарте (ФРГ).

## Медалисты

### Мужчины
| Дисциплина                | Золото | Серебро                                                                                              | Бронза                                                                  |
| Командное многоборье      | СССР · Игорь Коробчинский · Владимир Артёмов · Валентин Могильный · Виталий Маринич · Валерий Беленький · Владимир Новиков | ГДР · Андреас Веккер · Свен Типпельт · Сильвио Кролль · Йёрг Беренд · Йенс Мильбрадт · Энрико Амброс | Китай · Ли Чуньян · Ли Цзин · Ма Чжэн · Ли Гэ · Го Линьсян · Ван Чуншэн |
| Индивидуальное многоборье | Игорь Коробчинский СССР | Валентин Могильный СССР                                                                              | Ли Цзин Китай                                                           |
| Вольные упражнения        | Игорь Коробчинский СССР | Владимир Артёмов СССР                                                                                | Ли Чуньян Китай                                                         |
| Конь                      | Валентин Могильный СССР | Андреас Веккер ГДР                                                                                   | Ли Цзин Китай                                                           |
| Кольца                    | Андреас Агиляр ФРГ | Андреас Веккер ГДР                                                                                   | Юрий Кеки Италия Виталий Маринич СССР                                   |
| Опорный прыжок            | Йёрг Беренд ГДР | Сильвио Кролль ГДР                                                                                   | Владимир Артёмов СССР                                                   |
| Параллельные брусья       | Владимир Артёмов СССР | Ли Цзин Китай                                                                                        | Андреас Веккер ГДР                                                      |
| Перекладина               | Ли Чуньян Китай | Владимир Артёмов СССР                                                                                | Юкио Икэтани Япония                                                     |

### Женщины
| Дисциплина                | Золото | Серебро | Бронза                                                                |
| Командное многоборье      | СССР · Наталья Лащёнова · Ольга Стражева · Светлана Богинская · Олеся Дудник · Елена Сазоненкова · Светлана Баитова | Румыния · Даниэла Силиваш · Габриэла Поторак · Кристина Бонташ · Эуджения Попа · Лэкрэмьоара Филип · Аурелия Добре | Китай · Ян Бо · Чэнь Цуйтин · Фань Ди · Ли Янь · Ван Вэньцзин · Ма Ин |
| Индивидуальное многоборье | Светлана Богинская СССР                                                                                             | Наталья Лащёнова СССР                                                                                              | Ольга Стражева СССР                                                   |
| Опорный прыжок            | Олеся Дудник СССР                                                                                                   | Кристина Бонташ Румыния Брэнди Джонсон США                                                                         | не присуждалась                                                       |
| Разновысокие брусья       | Даниэла Силиваш Румыния Фань Ди Китай                                                                               | не присуждалась | Ольга Стражева СССР                                                   |
| Бревно                    | Даниэла Силиваш Румыния                                                                                             | Олеся Дудник СССР                                                                                                  | Габриэла Поторак Румыния                                              |
| Вольные упражнения        | Даниэла Силиваш Румыния Светлана Богинская СССР                                                                     | не присуждалась | Кристина Бонташ Румыния                                               |